# 闽菜
闽菜，又稱福建菜，是中国八大菜系之一。根据地域分为福州菜、閩西菜、莆田菜、閩北菜和閩南菜五种类型，其中以省城福州菜為閩菜的代表。
福建地处东南沿海、盛产多种海鲜，使閩人长于烹饪海鲜，而福建境內山巒起伏，叢林茂密，氣候溫暖，故山珍，蔬果，野味也極為豐富，加以地形複雜多變，使得閩菜極為多元化。
福建的福州、泉州、廈門等地長期为东洋、南洋乃至西亞與東亞海上交通的樞紐，故閩菜的食材和技術都深受這些海外地區的影響。而福建歷史上長期地狹人稠，種植茶 、甘蔗、菸草、水果等經濟作物的歷史也長，主糧稻米、 小麥多無法自給，也在一定程度上決定了閩菜，特別是小吃的面貌。
閩菜除了一般調味料外，還有蝦油、蝦醬、酸杏等；又較突出『糟』味，有紅糟、白糟、糟等之別，味道方面，注重清鲜、酸、甜、咸、香，在宴席中最后一道菜一般都是时令青菜，取“清菜”之意。製湯則有『一湯十變』之譽，烹調方法上以溜、蒸、炒、煨、最為常見，著名的菜餚有佛跳牆、扁肉燕、福州魚丸、醉排骨、荔枝肉、紅糟雞、閩生果、淡糟香螺片、雞湯汆海蚌等。
由於閩人數百年來向海外的持续移民，閩菜為中國菜里在海外影響力最大的菜系之一，特別是對台灣料理的創建有著卓越貢獻，亦影響了日本料理、新加坡菜和馬來西亞菜的發展。

## 特色

### 福州菜
總體來講選料精細，刀工嚴謹，清爽淡雅，偏於酸甜、咸香，湯鮮味美。一大特色是善於用紅糟作配料，具有防變質及去腥的作用。另外也好用魚露（福州話稱“蝦油”）。

### 閩北菜
因受江西菜影響，辣味菜式较多，但也有許多口味清淡的傳統菜色。食材以河鮮，野味，蔬果菌菇為主，善用草藥和蒸，燉技法，鄉土氣息濃厚。

### 莆田菜
以味多、味廣、味濃為特色，又以清鮮淡雅、略帶甜味見長，風味介於福州菜和閩南菜之間。尤以小吃種類豐富多彩著称。

### 閩南菜
講究佐料豐富，尤其使用醬料沾食的菜色較多，亦善於搭配香料和藥膳。閩南菜對臺灣菜、潮州菜与东南亚华裔社区的各菜系影響很深，臺灣人和南洋華裔愛沾醬或滷味的吃法，即是受此影響。反過來也受到南洋的影響，如沙茶醬的廣泛使用。

### 閩西菜
客家菜的一個分支，稍偏鹹辣，具有濃厚的山區風味。客家菜一大特徵是對於肉類食材的使用並無忌諱，其菜餚中就包括有不少其它类型閩菜一般不會用到的狗肉、猫肉、鼠肉等食材。對豆腐的烹法也獨具一格，有釀豆腐，燜豆腐，豆腐丸，豆腐餃等多種名菜。

## 调味品
福建的独特调味品包括鱼露、虾酱、糖、沙茶酱和杏脯。生产米酒的酒糟也常用于该地区菜肴的各个方面。红曲也常用于福建菜中，给食物带来玫瑰红色的色调，香气宜人，味道略甜。
福建也以其“醉酒”（葡萄酒腌制）菜肴而闻名，并以其用于为菜肴、汤和炖菜调味的汤料和底料而闻名。